# Róka
A róka a ragadozók (Carnivora) rendjén belül a kutyafélék (Canidae) családjában a rövid lábú rókák (Vulpini) nemzetség névadó neme. Rókának Magyarországon többnyire a vörös rókát (Vulpes vulpes) hívják. A Canis nemtől kisebb méretük (5–11 kg), hosszabb, dúsabb farkuk és laposabb koponyájuk különbözteti meg.

## Elterjedése
A nem fajainak elterjedési területe igen széles, a sivatagoktól az Északi-sarkvidékig, a hegyvidékektől a nyílt síkságokig sokféle élőhelyen megtalálhatóak.  Ausztráliába betelepítették. A Vulpes fajok opportunisták, bárhol boldogulnak, ahol élelem és menedék a rendelkezésre áll. Széles körben elterjedtek a külvárosi és városi területeken is, azonban inkább kerülik a nagy ipari területeket. Egyes területeken a rókák általában jobban boldogulnak ott, ahol az ember is jelen van, beleértve számos mezőgazdasági területet, erdőket.

## Megjelenése, felépítése
Kis és közepes méretű állatok, általában kisebbek más kutyaféléknél, például a farkasoknál, kutyáknál és sakáloknál. Így például legnagyobb fajuk, a vörös róka átlagosan 4,1–8,7 kg-os, míg a legkisebb faj, a sivatagi róka mindössze 0,7–1,6 kg. Szemük és orruk között sötét mintázat húzódik, farkuk hegye is gyakran eltérő színű. Koponyája hosszabb, arcorra hegyesebb a kutyákénál. Hosszú, sűrű bundájuk és bozontos, lekerekített alakú farkuk van, mely legalább félig vagy teljesen olyan hosszú, mint a fej és a test együtt. Tompa karmaik különösen hasznosak ásásnál, miközben felkutatják a zsákmányt. Egyes fajoknak szúrós szaguk van, amely főleg a farok felső részén, a töve közelében található mirigyből ered.  Fülük nagy és hegyes, farkuk hosszú és bozontos, pupillájuk függőlegesen megnyúlt elliptikus. A nőstényeknek általában hat emlője van. Noha a kutyafélék végtagjai kifejezetten ahhoz alkalmazkodtak, hogy a szárazföldön gyorsan futhassanak, a Vulpes fajok kerülik a gyors sprintelést, kivéve, ha üldözik őket. A vörös róka esetében például az ugrás, elejtés és mászás adaptációja magában foglalja a hátsó lábak meghosszabbítását az elülsőkhöz képest. 
A Vulpes fajok szőrzetének hossza, színe és sűrűsége eltérő. A sivatagi rókának (és más, sivatagban élő rókafajoknak, például a kitrókának) nagy fülük és rövid szőrzetük van, hogy hűvösen tartsák a testüket. Ezzel szemben a sarki rókának kicsi fülei és vastag, szigetelő szőrzete van, hogy melegen tartsa a testét. A vörös, homoki és tibeti rókának fehér farokhegye van.

## Életmódja
A kutyafélék többségétől eltérően a fajok többsége helyhez kötött (állandó földalatti rejtekben, úgynevezett  kotorékban él). Élettartamuk jellemzően 2-4 év, de akár egy évtizedig is élhetnek. A legtöbbjük éjszakai életmódú, de reggel és alkonyatkor is aktívak lehetnek, télen pedig alkalmanként nappal vadásznak. Sok rókafaj magányos, élete nagy részét egyedül éli le, kivéve a szaporodási időszakot, amikor monogám kapcsolatban élnek partnerükkel. Vannak, amelyek kis családi csoportokban, mások inkább közösségben élnek. A Vulpes fajok gerincteleneket, különféle kis gerinceseket, és néhány zárvatermő növényt fogyasztanak, naponta körülbelül 1 kg-ot. A legtöbbjük monogám.  A szaporodási időszak fajonként és élőhelyenként változó, de általában december vége és március vége közötti. A legtöbb róka odúkat ás, hogy biztonságos földalatti helyet biztosítson a kölykök felneveléséhez. A süketen és vakon született kölykök anyatejet és állandó felügyeletet igényelnek az első négy-öt hétben, az elválasztás azonban az első hónap után fokozatosan elkezdődik. Július eleje-közepe folyamán a kölykök elkezdenek önállóan vadászni, és hamarosan elszakadnak szüleiktől.

## Háziasítva
A vörös rókákat - a Beljajev-kísérlet keretében - sikeresen háziasították a szovjet tudósok azt kutatva, miképp is tudta az ember a kutyát létrehozni. Kiválasztva a legszelídebbeket és párosítva egymással pár generáció múlva a rókák egyre szelídebben viselkedtek, nemcsak hogy nem félnek az embertől, szeretik az emberek közelségét. A viselkedés mellett az állatok megjelenése is megváltozott. Azonban ezek a rókák sem lesznek igazi háziállatok, többek között azért, mert mire a gazdájukhoz kerülhetnek, lezárul a szocializációs életszakaszuk.

## Fajok
A Vulpes nembe a következő fajok tartoznak:
- indiai róka vagy bengál róka (Vulpes bengalensis)
- afgán róka (Vulpes cana)
- ezüsthátú róka (Vulpes chama)
- pusztai róka (Vulpes corsac)
- tibeti róka (Vulpes ferrilata)
- sarki róka (Vulpes lagopus)
- fakóróka (Vulpes pallida)
- homoki róka (Vulpes rueppellii)
- kitróka (Vulpes macrotis)
- prériróka (Vulpes velox)
- vörös róka (Vulpes vulpes)
- sivatagi róka (Vulpes zerda)

## Képek

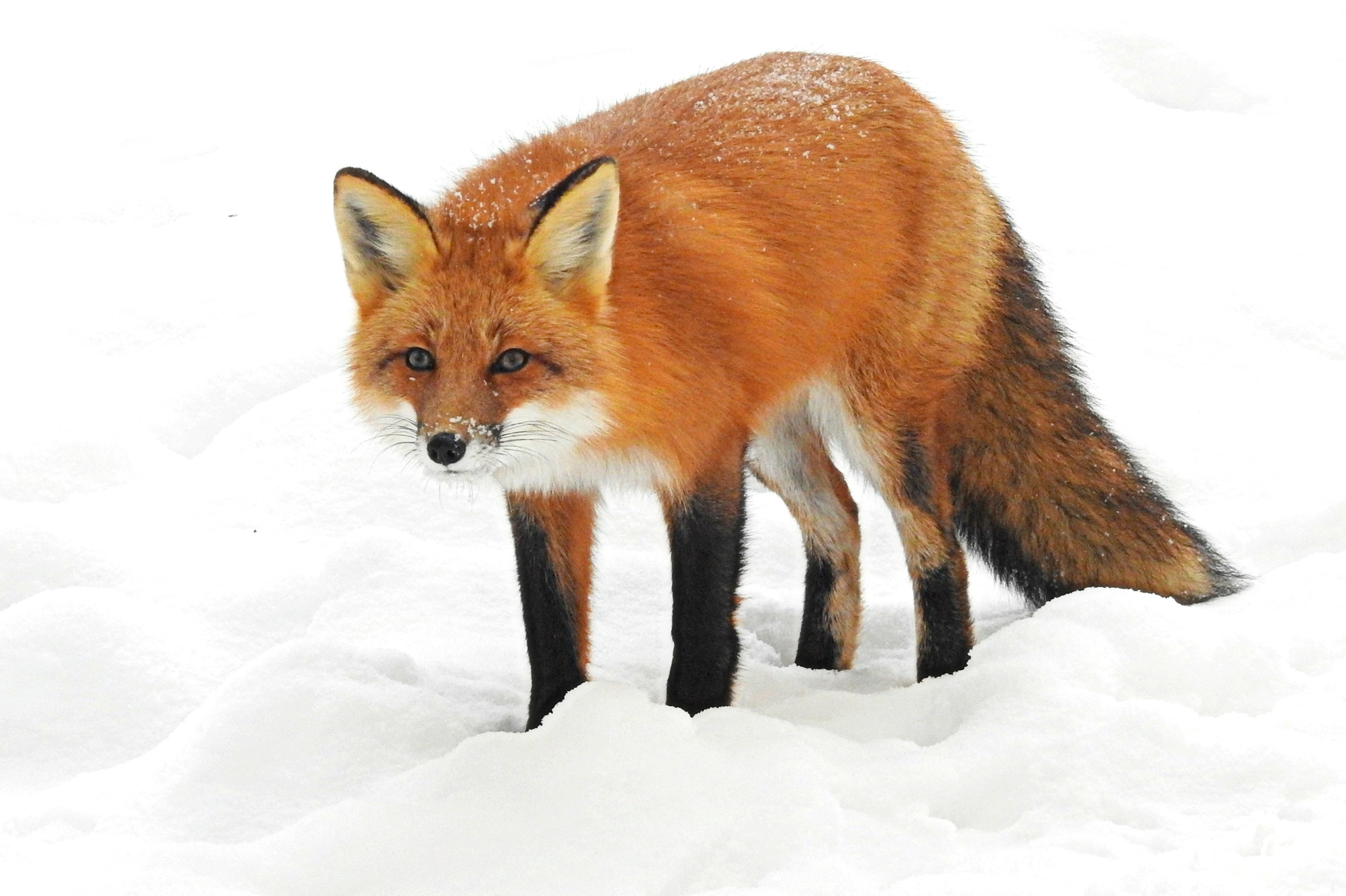
Vörös róka (Vulpes vulpes)
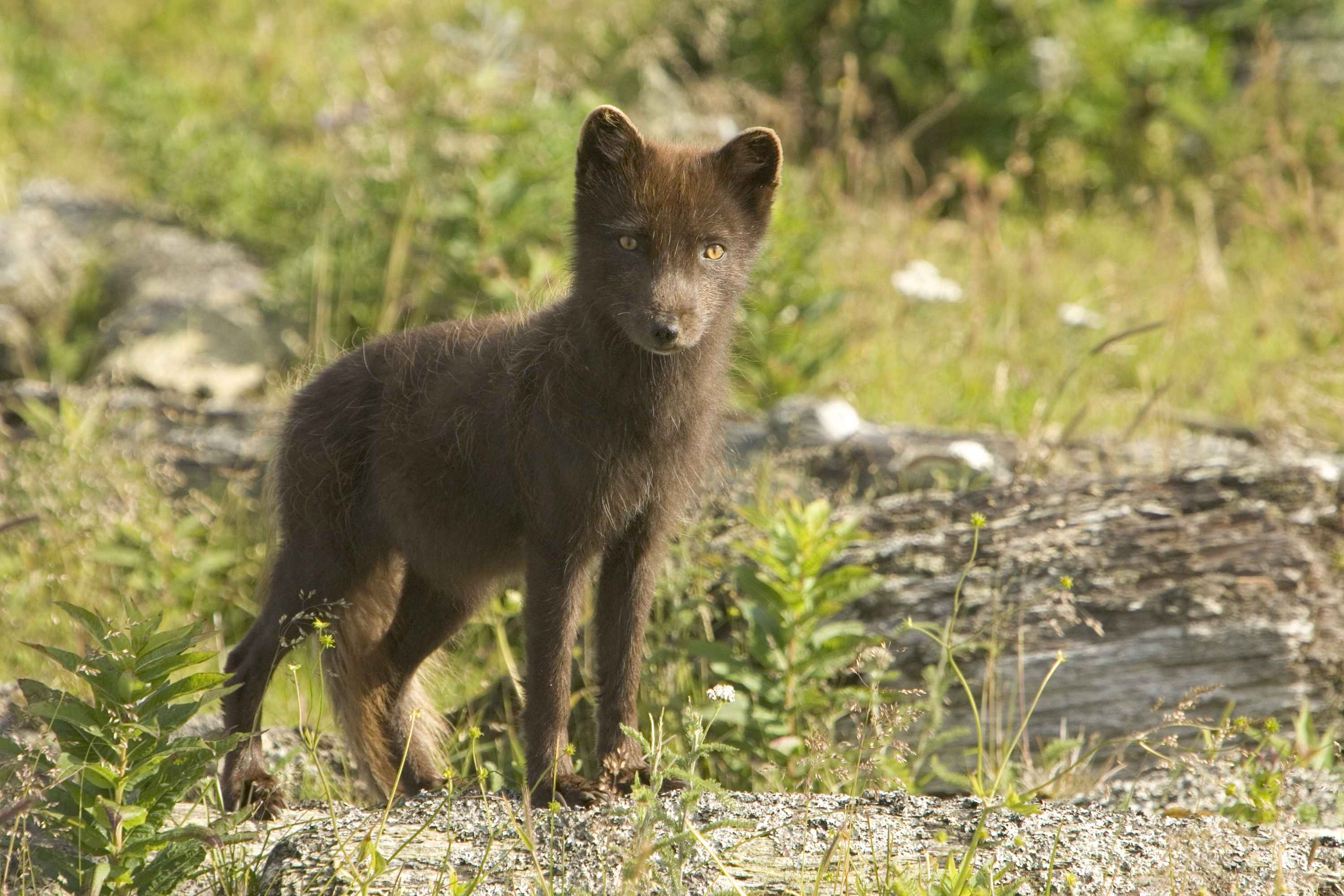
Sarki róka (Vulpes lagopus) nyári bundában